# 誕生日には真白な百合を/Get the groove
「誕生日には真白な百合を／Get the groove」（たんじょうびにはましろなゆりを/ゲット・ザ・グルーヴ）は、福山雅治30枚目のシングル。2013年4月10日発売。制作はユニバーサルJ、発売・販売元はユニバーサルミュージック。

## 解説
前作「Beautiful life／GAME」から半年ぶりのシングル。
発売タイプは、初回限定 「誕生日には真白な百合を」 Music Clip DVD付 盤、初回限定　「Get the groove」 Music Clip DVD付 盤、通常盤の3タイプでの発売で、初回限定盤2種は色違いの三方背ケース仕様になっている。

## 収録曲

### CD
1. 誕生日には真白な百合を
（作詞・作曲：福山雅治 / 編曲：福山雅治、井上鑑）
TBS系日曜劇場『とんび』主題歌。福山の誕生日である2月6日からレコチョクにて着うたフルが先行配信されていた[9]。テーマは“子から親への思い”で、自分の誕生日に毎年母親に花を贈っているというエピソードや亡くなった父親に対する想いを歌った内容になっている[10]。
曲中に南米楽器のサンポーニャが使用されている。
『第64回NHK紅白歌合戦』にパシフィコ横浜 展示ホールから生中継で出場し「2013スペシャルメドレー」と題して「vs.2013 〜知覚と快楽の螺旋〜」とともに披露した[11]。
2. Get the groove
（作詞・作曲：福山雅治　編曲：福山雅治／井上鑑）
アサヒ「スーパードライ」CMソング。
“戦う男”をテーマにした楽曲。これまでの「スーパードライ」CMソングはインストゥルメンタルだったが、今回はタイアップ先からの依頼で歌モノになっている。
使用ギターはポール・リード・スミス プライベート・ストックだが、型は不明。
3. 愛は風のように (from 冬の大感謝祭 其の十二)
（作詞・作曲：福山雅治　編曲：福山雅治／井上鑑）
2012年の年末ライヴ『福山☆冬の大感謝祭 其の十二』からの音源。オリジナル楽曲は1998年に発売された7thアルバム『SING A SONG』収録。
4. Good Job (from 冬の大感謝祭 其の十二)
（作詞・作曲：福山雅治　編曲：福山雅治／井上鑑）
2012年の年末ライヴ『福山☆冬の大感謝祭 其の十二』からの音源。オリジナル楽曲は1998年に発売された7thアルバム『SING A SONG』収録。
5. 誕生日には真白な百合を (Original Karaoke)
6. Get the groove (Original Karaoke)

### DVD

#### 初回限定 「誕生日には真白な百合を」 Music Clip DVD付 盤
1. 誕生日には真白な百合を Music Clip
監督はフカツマサカズ。

#### 初回限定 「Get the groove」 Music Clip DVD付 盤
1. Get the groove Music Clip
監督は中村哲平。

## ミュージシャン
| 誕生日には真白な百合を - Vocal & Guitar:FUKUYAMA MASAHARU - Keyboards:INOUE AKIRA - Drums:YAMAKI HIDEO - Bass:TAKAMIZU KENJI - Strings:KINBARA CHIEKO STRINGS - Oboe:SHOJI SATOSHI - Zampoña:SEGI TAKAMASA Get the groove - Vocal & Guitar:FUKUYAMA MASAHARU - Keyboards:INOUE AKIRA - Drums:TSURUYA TOMO'O - Bass:TAKAMIZU KENJI | 愛は風のように from 冬の大感謝祭 其の十二 - Vocal&Guitar:FUKUYAMA MASAHARU - Accordion:INOUE AKIRA - Drums:YAMAKI HIDEO - Bass:TAKAMIZU KENJI - Pedal Steel Guitar:KON TSUYOSHI - Guitar:OGURA HIROKAZU - Percussion:MATARO - Chorus:FUCHIGAMI YOSHITO / CAN'NO Good Job from 冬の大感謝祭 其の十二 - Vocal & Guitar:FUKUYAMA MASAHARU - Keyboards:INOUE AKIRA - Drums:YAMAKI HIDEO - Bass:TAKAMIZU KENJI - Guitar:KON TSUYOSHI / OGURA HIROKAZU - Percussion:MATARO - Chorus:FUCHIGAMI YOSHITO / CAN'NO |